# ו

筆記体

ו（ヴァヴ、ヘブライ語: ו״ו, וָו vav）はヘブライ文字の6番目の文字。ヘブライ数字の数価は6。

## 音声
本来は半母音/w/だったが、現代ヘブライ語では有声唇歯摩擦音/v/と発音され、「ב」の摩擦音としての発音と同音になっている。
外来語では/w/の音を表すことがあるが、つづりの上では書きわけられない。
準母音として u または o を表すことがある。

## 起源
鉤（ヘブライ語: וו vav）ないしメイスを描いた文字に由来する。